# 阿比比·比基拉
阿比比·比基拉（1932年8月7日—1973年10月25日）是埃塞俄比亚长跑运动员，两枚奥运会金牌得主，其以在1960年夏季奥运会上赤脚参加男子马拉松比赛并最终夺冠而名声大震。1969年3月23日晚上在英國倫敦因車禍導致半身不遂而退役，除此之外更引致其於晚年出現多種後遺症，最後於1973年10月25日因腦溢血在亞的斯亞貝巴的一家陸軍醫院病逝，享年41歲。
阿比比是历史上第一个获得奥运会金牌的非洲黑人运动员，在首都亚的斯亚贝巴有一座以他名字命名的体育场。